# Bernd Thiele
Bernd Thiele (* 24. Januar 1956; † 26. März 2017) war ein deutscher Fußballspieler.

## Karriere als Spieler
Thiele begann seine Fußballlaufbahn bei Blau-Weiß Herne. Er spielte danach für den SV Sodingen und Westfalia Herne, bis er in die Jugend des FC Schalke 04 wechselte. Er absolvierte am 11. August 1973 als 17-Jähriger sein erstes Bundesliga-Spiel für den FC Schalke 04. Im gleichen Spiel debütierte auch Rüdiger Abramczik. Die beiden – Abramczik war noch jünger als Thiele – waren damit für einige Zeit die jüngsten jemals in der Bundesliga eingesetzten Spieler. Manfred Dubski, langjähriger Mannschaftskamerad: „Bernd war bereits mit 18 mit allen Wassern gewaschen. Zusammen mit Rüdiger Abramczik gehörte er zu den größten Schalker Talenten der damaligen Zeit. Schon auf der Rolltreppe des Parkstadions hat er sich seinen direkten Gegenspieler geschnappt und ihn verbal bearbeitet. Eine Einschüchterungstaktik, die oft aufging.“ Entsprechend lauteten zwei seiner Spitznamen Blut-Thiele und Terrier.
Sein größter Erfolg war die Schalker Vizemeisterschaft in der Bundesligasaison 1976/77. Verletzungspech verhinderte eine Karriere als A-Nationalspieler für den 1,76 m großen „Schalker Terrier“. Nach elf Jahren und 189 Spielen für Schalke wechselte er 1983 zu Hannover 96 und beendete dort seine Profilaufbahn, nachdem er 1985 noch einmal als Kapitän der „Roten“ in die 1. Bundesliga aufgestiegen war. Im Amateurbereich war Thiele in den folgenden Jahren noch für die SpVgg Preußen Hameln, den SV Arminia Hannover und TuS Wettbergen aktiv.
Ab 1997 lebte Thiele auf Gran Canaria, war dort als Gastronom tätig und betrieb in Arguineguín eine Kneipe mit dem Namen „Zum Schalker“. Am 26. März 2017 verstarb er Mogán (Gran Canaria, Spanien) plötzlich im Alter von 61 Jahren.